# Job for a Cowboy
Job for a Cowboy — американський метал-гурт, який грає в стилях дезкор та дез-метал. Гурт заснований у 2003 році у місті Глендейл, штат Аризона. Дебютний повноформатний альбом Genesis вийшов у 2007 році. Вже у перший тиждень після релізу альбом досягнув 54-ї сходинки Billboard 200 та продались 13000 фізичних копій. Другий альбом, під назвою Ruination вийшов у 2009 році. За перший тиждень після релізу було продано 10600 фізичних носіїв альбому. На Billboard 200 досягнув 42-ї позиції.
Гурт відіграв на таких фестивалях, як Download Festival, Mayhem Festival, Summer Slaughter та Wacken Open Air.

## Історія

### Формування гурту таDoom(2003—2006)
Гурт Job For A Cowboy був заснований в Глендейлі, штат Аризона в грудні 2003 вокалістом Джоні Дейві, гітаристом Раві Бадіражу та Ендрю Аркуріо, басистом Чадом Стаплзом та барабанщиком Енді Рісдамом у той час, коли усі учасники гурту були не старше 15 і 16. У 2004 році вони створили сторінку на MySpace на якій виклали свої демо-записи, на які відразу знайшлися свої слухачі. В кінці цього ж року Стаплс та Рісдам залишили Job For A Cowboy. На їх місце прийшли басист Брент Рігс та барабанщик Елліот Селерс. Трафік на їх сторінці MySpace активно зріс у грудні 2005 після першого релізу гурту — EP під назвою Doom. EP привертає увагу американського незалежного лейблу King of the Monsters, який і зайнявся розповсюдженням фізичних копій.
Перший великий успіх прийшов до Job For A Cowboy у 2006 році, коли вони разом з такими гуртами, як Behemoth, Cannibal Corpse, As I Lay Dying, In Flames та іншими виступають на багатьох концертах в рамках туру Sounds of the Underground. В кінці ж цього року гурт отримав професійне управління і підписав контракт з лейблом Metal Blade Records. Протягом цього року барабанщик Елліот Селерс оголосив, що покине гурт одразу після запису альбому. Джон Райс, який побачив це повідомлення, надіслав гурту відео про себе і невдовзі отримав запрошення до гурту.

### Genesis(2007—2008)
У березні 2007 року Job For A Cowboy завершили роботу над своїм дебютним повноформатним альбомом під назвою Genesis. Він був записаний на Blue Light Audio Media в Феніксі, штат Аризона з продюсером Корі Спотсом.
Альбом був зведений гітаристом гурту Sabbat Енді Сніпом та вже 15 травня відбувся реліз. Вже у перший тиждень після релізу продано 13000 копій, що робить його одним з найпродаванішим дебютним альбом важкого металу, після дебютника гурту Slipknot у 1999 році. Genesis отримав безліч позитивних відгуків, в тому числі і від журналу Kerrang!.

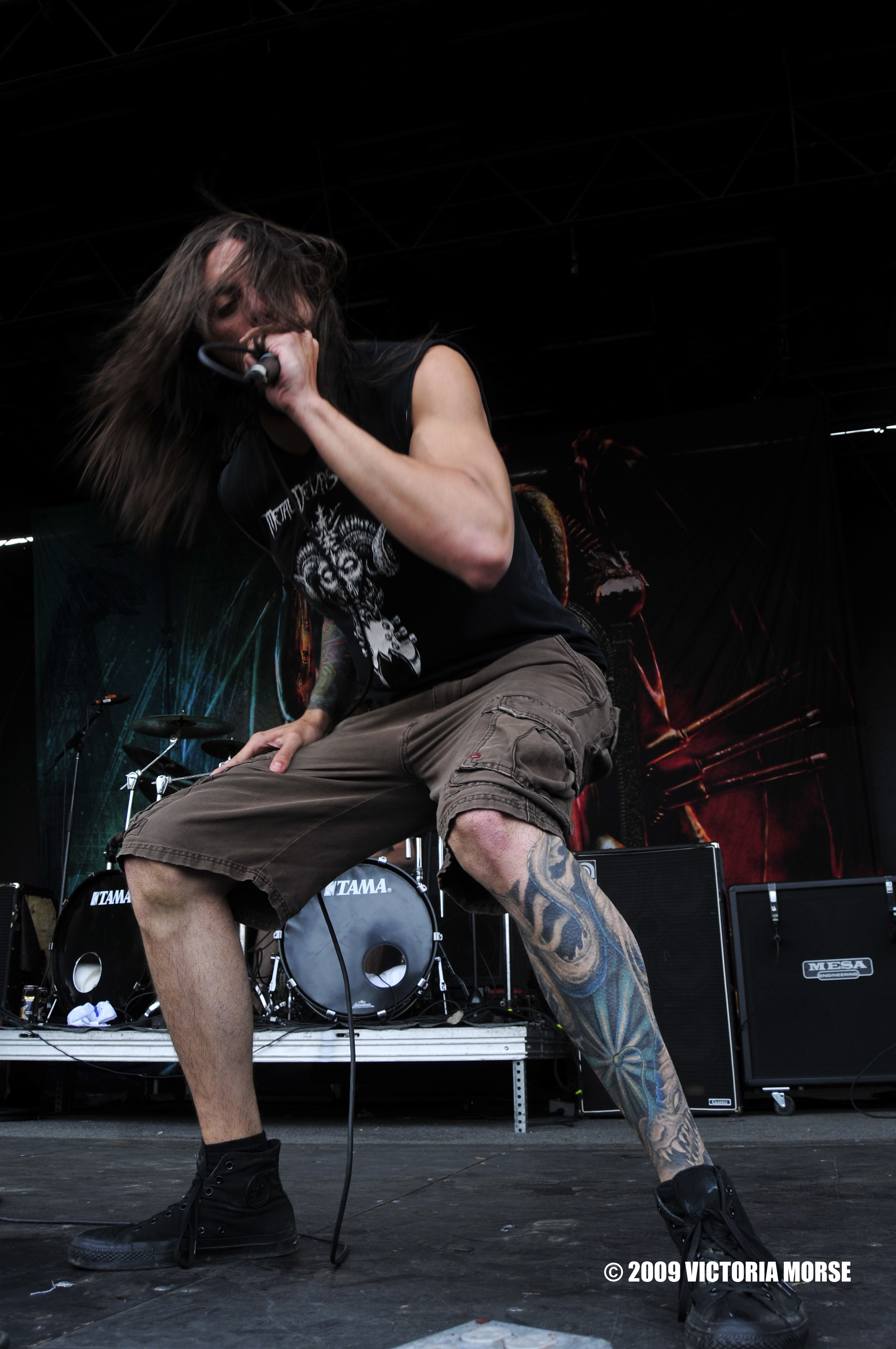
Джоні Дейві на Mayhem Festival 2009

У червні 2007 року гурт виступив на Download Festival, що знаходиться у Донінгтон Парк, Англія. Крім того, гурт відіграв на фестивалі Sounds of the Underground разом з Amon Amarth, Chimaira, Gwar та Shadows Fall . У жовтні, разом Behemoth, Gojira та Beneath the Massacre, Job For A Cowboy виступають як хедлайнер на Radio Rebellion Tour. 2008 року вирушають в Gigantour з такими хедлайнерами, як Megadeth, Children of Bodom, In Flames та High On Fire. Крім того, гурт підтвердив свою участь в низці фестивалів 2008 року, в тому числі Wacken Open Air у Німеччині і другу появу на Download Festival в Англії. В листопаді-грудні цього ж року як хедлайнери Job For A Cowboy вирушають у тур по США з підтримкою гуртів Hate Eternal та All Shall Perish.
Наприкінці 2008 року гітарист Раві Бадіражу покидає Job For A Cowboy, щоб повернутися в школу, тому що хотів продовжити перспективнішу кар'єру у галузі медицини, на його місце прийшов колишній гітарист Despised Icon Ал Гласман.

### RuinationтаGloom(2009—2011)

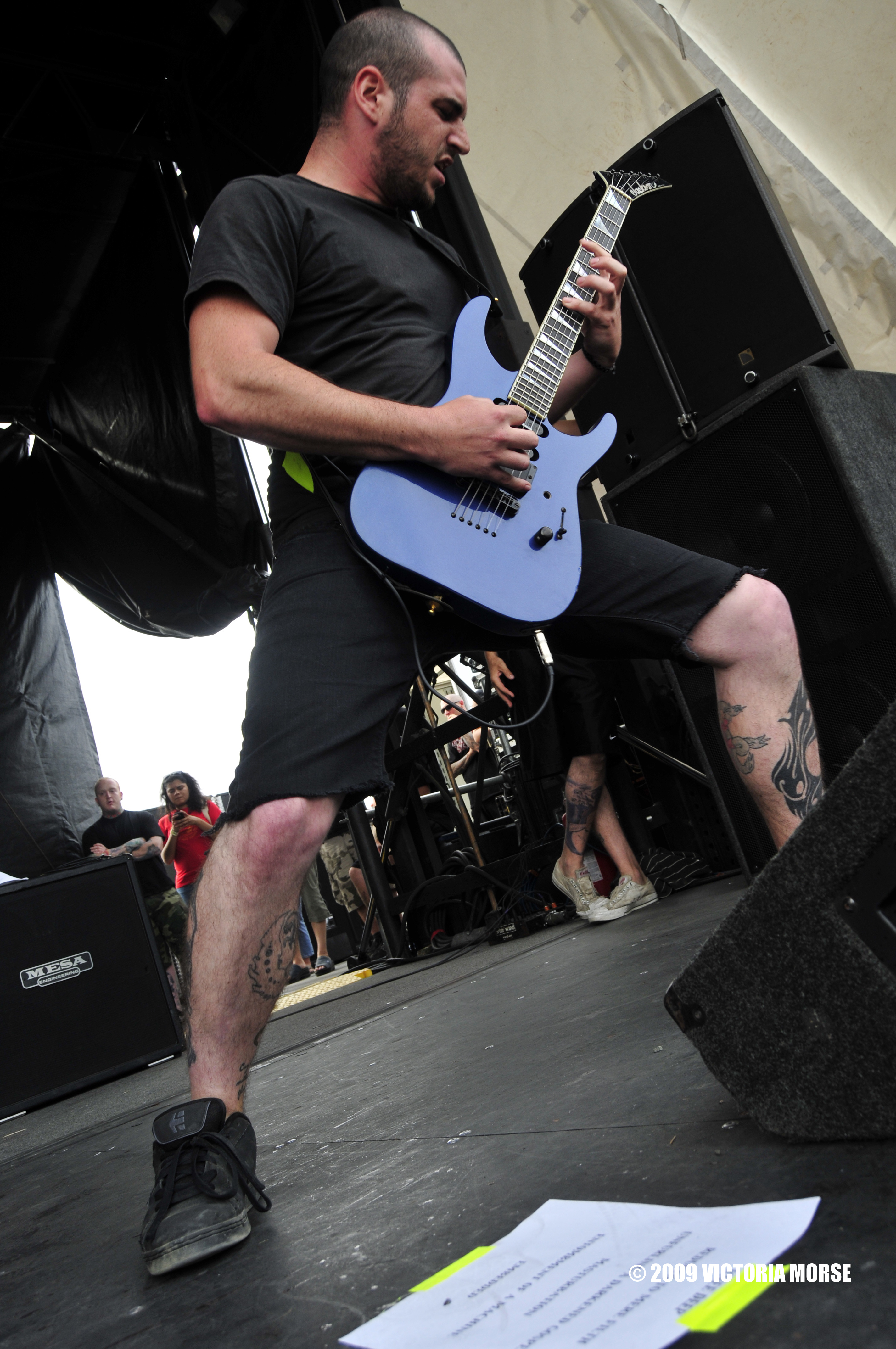
Колишній гітарист гурту Бобі Томпсон на Mayhem Festival 2009

З приходом Глассмана почалася робота над демо-версіями другого альбому під назвою Ruination. 1 травня 2009 року гурт оголосив про закінчення запису. З цього моменту стиль гурту, за словами Дейві, починає орієнтуватися на дез-метал і відходити від дезкору. Альбом записали за участю продюсера Джейсона Сьюкофа, реліз відбувся 7 липня 2009 року на Metal Blade Records. В перший тиждень після релізу продано 10600 фізичних копій та досягнув 42-ї позиції на чарті Billboard 200. У тому ж році колектив виступив на Mayhem Festival, розділивши сцену з Whitechapel, Cannibal Corpse і The Black Dahlia Murder.
На початку 2011 року гурт розпочав працювати над новим EP, який був записаний в лютому на Audiohammer Studios в місті Сенфорд, штат Флорида з продюсером Джейсоном Сьюкофом. Незадовго до початку процесу запису басист Брент Рігс та гітарист Боббі Томпсон покинули гурт і були замінені на Ніка Шендзілоса і Тоні Саннікандро відповідно. 13 квітня 2011 в інтернеті з'явилося відео барабанщика Джона Райса, де він виконував нову пісню в студії. Job For A Cowboy видали EP в цифровому форматі 7 червня 2011.

### Demonocracy(2012-теперішній час)
21 лютого 2012 Job For A Cowboy на каналі Youtube Metal Blade Records випустили свій перший сингл Nourishment Through Bloodshed зі свого нового альбому Demonocracy.
20 березня Job For A Cowboy Прем'єра пісні Black Discharge, а 2 квітня — Imperium Wolves. Реліз самого ж альбому відбувся 10 квітня 2012 на Metal Blade Records. Після першого тижня після випуску в США продано понад 4900 копій, альбом досяг 87-ї позиції у чарті The Billboard 200.

## Музичний стиль
На початку музичної кар'єри Job For A Cowboy грали класичний дезкор. Після виходу альбому Genesis гурт починає орієнтуватися на дез-метал та їх останній альбом Demonocracy музичні критики оцінюють, як дез-метал.

## Job for a Cowboy в Україні
16 жовтня 2012 року Job for a Cowboy вперше відвідали Україну. Концерт відбувся в київському клубі «Бінго».

## Склад гурту

### Поточний склад
- Джоні Дейві — вокал (2003-теперішній час)
- Ал Гласман — ритм-гітара (2008-теперішній час)
- Тоні Санікандро — соло-гітара, бек-вокал (2011-теперішній час)
- Нік Шенндзілос — бас-гітара (2011-теперішній час)
- Дені Волкер — сесійні ударні (2014-теперішній час)

### Колишні учасники
- Чад Степлс — бас-гітара (2003—2004)
- Енді Рісдам — ударні (2003—2004)
- Ендрю Аркуріо — соло-гітара (2003—2006)
- Рейві Бадріражу — ритм-гітара (2003—2008)
- Еліот Селерс — ударні (2004—2007)
- Брент Рігс — бас-гітара, бек-вокал (2004—2011)
- Бобі Томпсон — соло-гітара (2006—2011)
- Джон Райс — ударні (2007—2013)

## Дискографія

### Повноформатні альбоми
- Genesis (2007)
- Ruination (2009)
- Demonocracy (2012)
- Sun Eater (2014)

### EP
- Doom (2005)
- Live Ruination (2010)
- Gloom (2011)

### Демо-записи
- Demo '04 (2004)

### Сингли
- «Unfurling a Darkened Gospel» (2009, із Ruination)
- «Misery Reformatory» (2011, із Gloom)
- «Nourishment Through Bloodshed» (2012, із Demonocracy)

## Відеографія
| Рік  | Назва                         | Директор         |
| ---- | ----------------------------- | ---------------- |
| 2006 | «Entombment of a Machine»     | Richie Valdez    |
| 2007 | «Embedded»                    | Popcore          |
| 2008 | «Altered from Catechization»  | Doug Spangenberg |
| 2009 | «Unfurling a darkened gospel» | Doug Spangenberg |
| 2010 | «Ruination»                   | Kevin McVey      |
| 2012 | «Tarnished Gluttony»          | Michael Panduro  |